# Prionostemma nitens
Prionostemma nitens is een hooiwagen uit de familie Sclerosomatidae.